# Рікардо де Бургос
Рікардо де Бургос Бенгоечеа (ісп. Ricardo de Burgos Bengoetxea, 16 березня 1986, Більбао, Країна Басків, Іспанія) — іспанський футбольний арбітр. Арбітр ФІФА з 2018 року.

## Кар'єра
Після чотирьох сезонів у Сегунді, де Рікардо відсудив 88 матчі, 2015 року він отримав право обслуговувати ігри Прімери.
Дебютував у вищому дивізіоні 23 серпня 2015 року в матчі між «Леванте» та «Сельтою» (1:2).
Вже у своєму другому сезоні 2016/17 де Бургосу було довірено судити матч мадридського дербі, «Реал Мадрид» — «Атлетіко» (1:1), а також матч останнього туру «Малага» — «Реал Мадрид» (0-2), в якому вершкові в разі перемоги ставали чемпіонами. Загалом той сезон молодий арбітр завершив 4 у рейтингу технічного комітету арбітрів у RFEF.
Судив перший матч Суперкубка Іспанії 2017 року, між «Барселоною» і «Реалом» (1:3) 13 серпня 2017 року на «Камп Ноу» у Барселоні.
1 січня 2018 року отримав статус ФІФА, замінивши свого співвітчизника Карлоса Клоса Гомеса, який через вік був змушений закінчити кар'єру 1 липня 2017 року.
2019 року був включений до списку відеоасистентів арбітра (VAR) на молодіжний чемпіонат Європи в Італії.